# Richard Telander
Richard Edvard Telander, född 7 mars 1825 i Jönköpings Kristina församling, död 8 januari 1900, var en svensk ingenjör och industriman.
Telander var son till assessorn i Göta hovrätt Jan Niclas Telander (1780–1851). Efter examen från Chalmerska slöjdskolan i Göteborg 1842 var han anställd vid Bergsunds Mekaniska Verkstad på Södermalm i Stockholm 1843–52. Han gjorde även en studieresa till världsutställningen i London 1851. År 1852 anställdes han av William Lindberg som föreståndare för ångmaskinskonstruktionerna vid Lindbergs nya maskin- och ångpanneverkstäder (Södra varvet) på den Liljewalchska egendomen öster om Tegelvikstorget. Från 1860-talets början var Telander verksam som verkstadschef där och då verkstaden, efter Lindbergs död 1877, ombildades till W. Lindbergs Varvs- och Verkstads AB blev Telander verkställande direktör. Våren 1886 anmälde Telander att han av åldersskäl önskade avgå från denna post och efterträddes då av grundarens son George Lindberg.
Telander var därefter starkt engagerad i tillkomsten av spårvägarna på Södermalm. Han var ordförande i styrelsen för Stockholms Södra Spårvägs AB 1886–88 och 1899 samt verkställande direktör i detta bolag 1888–89. Han var också ledamot av Stockholms stadsfullmäktige. Han ligger begravd på Norra begravningsplatsen i Stockholm.